# Suvi Do (Tutin)
Suvi Do (Servisch cyrillisch Суви До) is een plaats in de Servische gemeente Tutin. De plaats telt 401 inwoners (2002).